# Drilliidae
Drilliidae é uma família de gastrópodes da ordem Hypsogastropoda.

## Subdivisões
- Acinodrillia
- Agladrillia
- Austroclavus
- Bellaspira Conrad, 1868
- Brachytoma
- Brephodrillia
- Calliclava
- Cerodrillia
- Clathrodrillia
- Clavus
- Crassopleura
  - Crassopleura maravignae Ant. Bivona, in And. Bivona, 1838
- Cymatosyrinx
- Decoradrillia Fallon, 2016
- Douglassia
- Drillia Gray, 1838
- Elaeocyma
- Fenimorea
- Globidrillia
- Imaclava
- Iredalea Oliver, 1915
- Kylix
- Leptadrillia
- Neodrillia
- Orrmaesia
- Paracuneus
- Plagiostropha
- Sediliopsis
- Spirotropis Sars, 1878
- Splendrillia
- Syntomodrillia
- Tylotiella